# Brosław
Brosław – staropolskie imię męskie, stanowiące formę skróconą imion Bronisław i Zbrosław. Chorwacki odpowiednik imienia Brosław to Braslav.